# Camillo Ballin

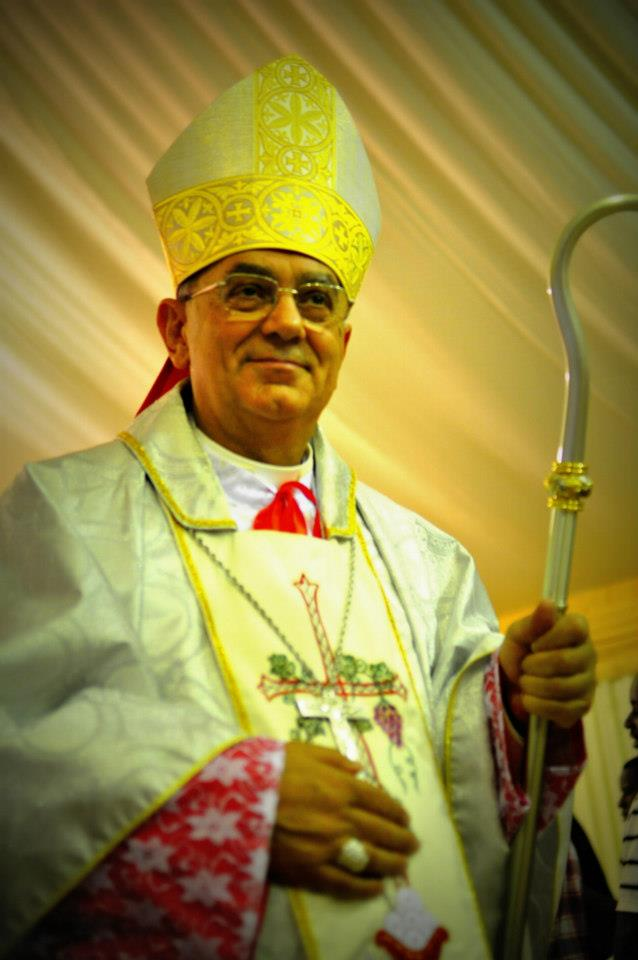
Camillo Ballin

Bischofswappen von Camillo Ballin

Camillo Ballin MCCJ (* 24. Juni 1944 in Fontaniva, Provinz Padua, Italien; † 12. April 2020 in Kuwait) war ein italienischer Ordensgeistlicher, römisch-katholischer Bischof und Apostolischer Vikar im Nördlichen Arabien.

## Leben
Camillo Ballin trat 1965 der Ordensgemeinschaft der Comboni-Missionare vom Herzen Jesu (MCCJ) bei, legte 1968 die Profess ab und empfing 1969 in Castelletto Sul Garda, Verona, die Priesterweihe. Nach einem Sprachenstudium der Arabischen Sprache in Syrien und dem Libanon war er zunächst in der Pfarre St. Josef in Zamalek, einem Stadtbezirk von Kairo, tätig; von 1972 bis 1977 war er Pfarrer in Kairo. Anschließend studierte er von 1977 bis 1980 an der Universität St. Esprit (Université Saint-Esprit de Kaslik (USEK)) in Kaslik bei Beirut und am Päpstlichen Orientalischen Institut (Pontificio Instituto Orientale) in Rom orientalische Liturgie. Von 1981 bis 1990 war er Professor am Theologischen Institut Kairo und Superior der Comboni-Missionare in Ägypten. Von 1990 bis 1997 baute er eine Lehreinrichtung für Religionslehrer im Sudan auf. Zwischen 1997 und 2000 wurde er in Rom mit einer Arbeit über die Kirchengeschichte des Sudan, insbesondere während der Mahdiyyah-Zeit (1881–1898), promoviert. 2000 wurde er Direktor des Dar Comboni Center of Arab and Islamic Studies in Kairo und Professor für Kirchengeschichte am Inter-Rite-Seminar. 2004 veröffentlichte er neben vielen anderen Schriften die bekannten Werke in arabischer Sprache „The Ways of the Spirit“ und „History of the Church“.
Papst Benedikt XVI. ernannte ihn 2005 zum Titularbischof von Arna und bestellte ihn zum vierten Apostolischen Vikar für Kuwait. Die Bischofsweihe spendete ihm am 2. September 2005 in der Kathedrale der Heiligen Familie in Kuwait City der Präfekt der Kongregation für die Evangelisierung der Völker und spätere Erzbischof von Neapel, Crescenzio Kardinal Sepe; Mitkonsekratoren waren der Apostolische Nuntius in Kuwait, Erzbischof Giuseppe De Andrea, und sein Amtsvorgänger Francis Micallef. Sein Wahlspruch war „In verbo tuo“.
2011 erfolgte die Ernennung zum Apostolischen Vikar im Apostolischen Vikariat Nördliches Arabien, das die Golfstaaten Kuwait, Bahrain, Katar und Saudi-Arabien umfasst. Camillo Ballin starb am 12. April 2020 im Alter von 76 Jahren in Kuwait.

## Schriften
- The Ways of the Spirit, 2004 (arabisch)
- History of the Church, 2004 (arabisch)
- Le Christ et le Mahdi, 2008 (französisch)

## Einzelnachweis
1. 1 2 3 4 5  Apostolic Vicar of Northern Arabia, Bishop Camillo Ballin passes away at 76

| Vorgänger        | Amt                                      | Nachfolger        |
| ---------------- | ---------------------------------------- | ----------------- |
| Francis Micallef | Apostolischer Vikar von Kuwait 2005–2020 | Aldo Berardi OSsT |

| Personendaten    | Personendaten                                                               |
| ---------------- | --------------------------------------------------------------------------- |
| NAME             | Ballin, Camillo                                                             |
| ALTERNATIVNAMEN  | Ballin, Camillo MCCJ                                                        |
| KURZBESCHREIBUNG | italienischer Ordensgeistlicher, apostolischer Vikar des nördlichen Arabien |
| GEBURTSDATUM     | 24. Juni 1944                                                               |
| GEBURTSORT       | Fontaniva, Provinz Padua, Italien                                           |
| STERBEDATUM      | 12. April 2020                                                              |
| STERBEORT        | Kuwait                                                                      |